# Emilie Autumn
Emilie Autumn Fritzges (Malibu, Californië, 22 september 1979) is een Amerikaans zangeres en violiste. Ze woont tegenwoordig in Chicago en staat bekend om haar theatrale optredens.
Toen Autumn vier jaar oud was, vroeg ze haar ouders om een viool en kreeg deze ook. Op haar veertiende ging ze naar een prestigieuze muziekschool in de VS: de Indiana University School voor muziek in Bloomington, Indiana, maar na twee jaar werd ze een schoolverlater na een schandaal.
Toen ze terug in Los Angeles kwam, dacht Autumn steeds aan de barok en Victoriaanse tijd, wat haar muziek beïnvloedde. Maar ook haar belangstelling voor gothic, industrial, rock en metal begon te groeien. Ze was in die tijd ondergebracht bij een platenmaatschappij maar verbrak het contract omdat de maatschappij naar haar mening artistiek te veel macht uitoefende. Ze bracht in haar eentje het album On A Day uit, een album vol barok en Victoriaanse muziek, voornamelijk klassiek, maar ook haar eigen muziekstukken komen erin voor. Autumn begon aan haar stem te werken en verhuisde naar Chicago om zélf een platenmaatschappij te beginnen, Traitor Records.
In 2003 bracht ze haar album Enchant uit. Dit album stond vol met sprookjes zoals Repelsteeltje, waarbij ze voornamelijk haar alternatieve kant liet zien. Na Enchant werd ze aangesproken door Courtney Love. Love bracht haar naar Frankrijk om te werken aan Loves nieuwe album America's Sweetheart. Daarna gingen de twee op tournee, waarbij Autumn deel uitmaakte van Loves achtergrondband The Chelsea.
Autumn kon eindelijk weer aan haar eigen album werken in september 2005. Op dit album komt veel grof taalgebruik voor. De opnamen vonden plaats in de Madvillian Studios in Chicago.
Haar nieuwe werk werd omschreven als duister en agressiever dan ooit, omdat het industrialgenre was toegevoegd en een grommende stem. Dit album heet Opheliac.
Op 18 augustus 2006 kondigde Autumn aan dat haar album Opheliac zou worden herdrukt als luxe-editie waarop make-uptips zouden worden gegeven en bovendien poëzie, video's en foto's zouden staan. Daarna bracht ze haar mini-ep Liar/Dead is the new alive uit.
In 2012 verscheen haar album Fight Like a Girl.